# Abraham Kumedor
Abraham Kumedor est un footballeur ghanéen né le 25 février 1985 à Accra. Il évolue au poste de milieu de terrain.

## Palmarès
- Champion d'Éthiopie en 2005, 2006 et 2008 avec Saint-George SA
- Vainqueur de la Supercoupe d'Éthiopie en 2005 et 2006 avec Saint-George SA
- Finaliste de la Coupe du Monténégro en 2010 avec le Budućnost Podgorica
- Champion de Belgique de D2 en 2012 avec le Royal Charleroi Sporting Club